# Воронков, Михаил Михайлович

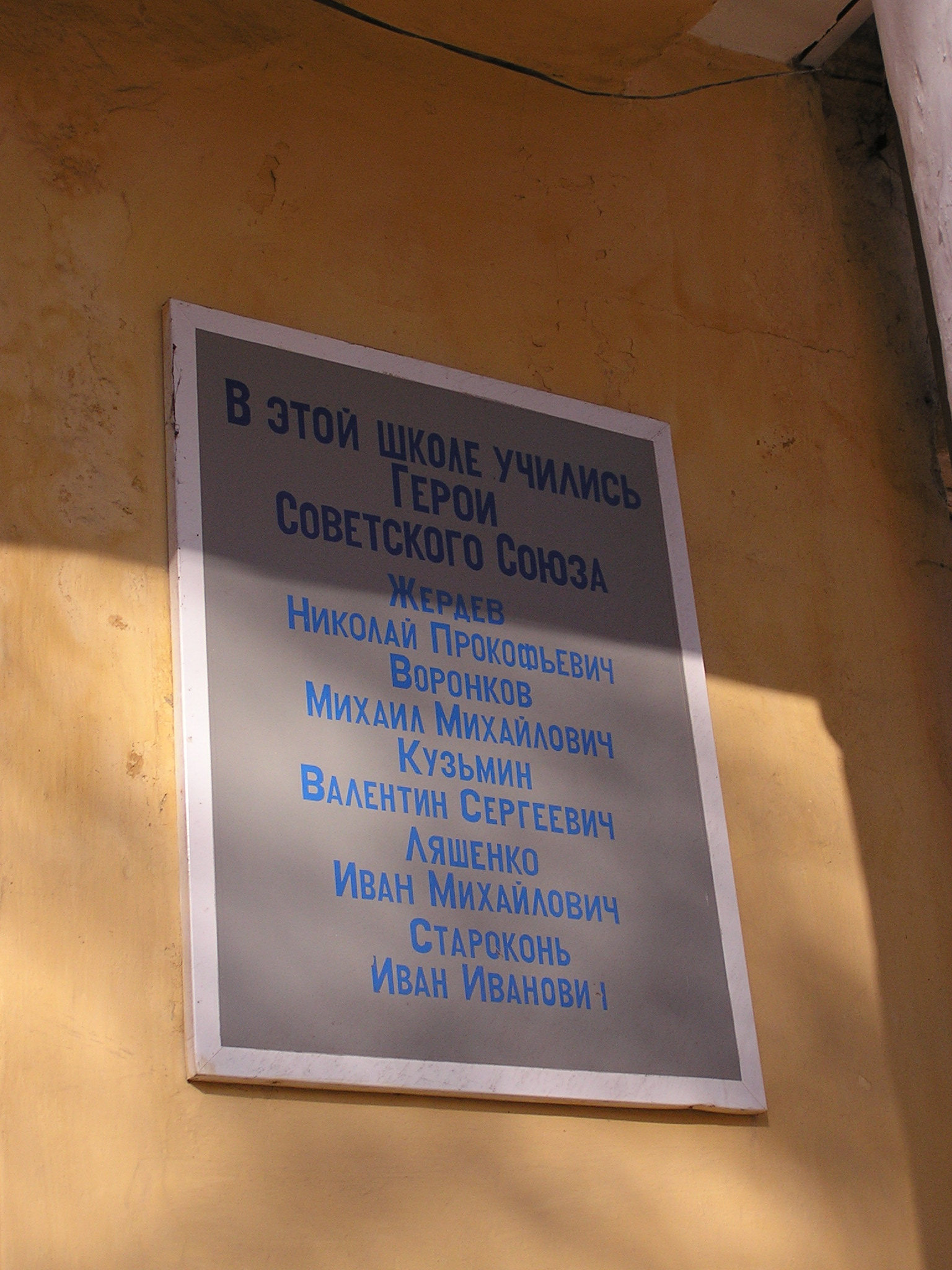
Мемориальная доска на школе, в которой учился Воронков

Михаи́л Миха́йлович Воронко́в (17 января 1910 — 13 июля 1999) — капитан, лётчик-бомбардировщик, командир авиаэскадрильи 50-го скоростного бомбардировочного авиационного полка (18-я скоростная бомбардировочная авиационная бригада, 7-й армии, Северо-Западного фронта), Герой Советского Союза.

## Биография
Родился в семье шахтёра. Окончил рабфак и два курса Донецкого пединститута.
Член ВКП(б) с 1929 года. В РККА с 1931 года. В 1934 году окончил военную школу лётчиков, служил в бомбардировочной авиации.
Участник советско-финской войны, служил командиром эскадрильи 50-го скоростного бомбардировочного авиаполка 18-й СБАБ ВВС 7-й армии Северо-западного фронта. Совершил 56 боевых вылетов.
За мужество и героизм, проявленные в боях, капитану Воронкову Михаилу Михайловичу 21 марта 1940 года присвоено звание Героя Советского Союза с вручением ордена Ленина и медали «Золотая Звезда» (№ 254).
Участвовал в Великой Отечественной войне с июня 1941 года.
С ноября 1942 г. командовал 128-м бомбардировочным авиаполком 241-й БАД 3-го БАК 16-й ВА.
Принимал участие в Курской битве, освобождении Белоруссии, Польши, штурме Берлина.
После войны полковник Воронков продолжал служить в ВВС.
С 1968 года в отставке. Жил в Москве, работал в научно-исследовательском институте.
Похоронен в Москве на Троекуровском кладбище.

## Награды
Награждён орденом Ленина, тремя орденами Красного Знамени, орденом Александра Невского, двумя орденами Отечественной войны 1-й степени, орденом Красной Звезды, медалями.